# Пумапунку
Пу̀мапунку или Пума Пунку (в превод Вратата на пумата) е монументален комплекс, намиращ се на 72 km западно от Ла Пас в Боливия, на територията на високото 3660 m н.в. пустинно плато в Андите.
Пума Пунку е район с храмове на 1,6 km югозападно от Акапана. За възрастта на комплекса можем да се ориентираме по тази на останалите в Тиахуанако. Според Артур Познански е построен около 536 – 600 година след н.е., базирайки изчисленията си на астрономическата ориентация на храма спрямо наклона на земната ос. Впоследствие това твърдение е потвърдено от германска астрономическа комисия, съставена от д-р Х. Лудендорф, д-р А. Колшутер и д-р Р. Мюлер.
Пума Пунку е място, което може да разпали въображението и предизвика много въпроси. Каменните блокове, разпръснати на това място, тежат средно между 100 и 150 тона. Дължината на повечето е около 7 – 8 m, широчината 5 – 6 m и са с дебелина около 1 – 2 m. Каменоломната е на 15 km от мястото, където са храмовете. Няма запазени никакви писмени документи и само може да се спекулира каква техника е използвана за пренасяне на каменните блокове. Друга тяхна характеристика е, че са изключително гладки и отрязани съвсем точно, все едно със специални съвременни машини и инструменти.
В лявата част на някои блокове ясно може да се види прецизно изработена изрязана вертикална линия с ширина 6 mm и с дупки, пробити през определено разстояние. Блоковете са нарязани така, че влизат един в друг перфектно и се нареждат като мозайка. Загадките, които поставя тази ранна цивилизация, предизвиква интереса на писателя Ерих фон Деникен, който смята, че тези храмове са изработвани с помощта на много по-развита извънземна цивилизация.